# Fiódor Shinkarenko
Fiódor Ivánovich Shinkarenko (del ruso: Фёдор Иванович Шинкаренко) fue un piloto ruso soviético, participante en la Gran Guerra Patria, como comandante de una escuadrilla del 7.º Regimiento Aéreo de Caza (59.º Brigada de Caza del 7.º Ejército del Frente Noroeste. Fue coronel general de la aviación desde 1967. Héroe de la Unión Soviética (1940).

## Biografía
Nació el 17 de febrero de 1913 en Novonikoláyevka en el óblast de la Hueste del Don (actual raión de Azov del óblast de Rostov) del Imperio ruso en el seno de una familia rusa. Vivió durante un tiempo en Samárskoye. En 1931 acabó siete años de escuela en Azov. Trabajó como cerrajero en Rostov del Don.
Se alistó en el Ejército Rojo en septiembre de 1932, y al año siguiente finalizó el curso de la escuela militar de pilotos de aviación de Kacha, donde sería piloto-instructor hasta 1937, año en que pasó a servir en las Fuerzas Aéreas Soviéticas en el distrito militar de Leningrado. Participó en la Guerra de Invierno (1939-1940), comandando la 7.ª escuadrilla del Regimiento Aéreo de Cazas. Realizó 46 operaciones a bordo de su I-16, participando en acciones de escolta a bombardeos sobre aeródromos y tropas enemigas. Combatiendo contra el enemigo en el aire, fue el primer piloto soviético en derribar un aeroplano enemigo Bristol Bulldog el 1 de diciembre de 1939 sobre Muolaa. En su haber tuvo dos derribos conseguidos en solitario y uno coma parte de la escuadrilla. Por su actuación en la guerra sería condecorado como Héroe de la Unión Soviética el 7 de abril de 1940.
En la Gran Guerra Patria, entre 1941 y 1944 fue comandante del 42.º (más tarde 133.º) Regimiento Aéreo de Caza de la Guardia, y entre 1944 y 1945 de la 130.ª División Aérea de Caza. Combatió en los frentes de Briansk, Occidental, Kalinin, 1.º Frente del Báltico, 2.º y 3.º Frente Bielorruso, pilotando cazas Yak-1, Yak-7 y Yak-9. En combates aéreos, derribo seis aviones enemigos.
Tras la guerra continuó sirviendo en las Fuerza Aérea de la Unión Soviética. En 1946 fue nombrado comandante de una división en la región militar de Moscú y en 1949 se graduó en la Academia de la Fuerza Aérea de Mónino. Serviría en las Fuerzas Aéreas en varias posiciones de mando con el Grupo de Fuerzas Soviéticas en Alemania y en la Región Militar de los Cárpatos. Más tarde estaría al mando de tropas en la Región Militar del Báltico (1951-1953) y en la Región Militar de Kiev (1953-1954). En 1954-1955 fue comandante de la Fuerza Aérea Defensiva de Cazas de Kiev. Entre 1955 y 1956 fue suplente del asistente militar principal de la Fuerza Aérea y la Defensa Antiaérea en Bulgaria. Entre 1956 y 1958 fue comandante de las Fuerzas Aéreas de la Región Militar de Vorónezh. Entre 1958 y 1973 fue comandante del 30.º (desde 1968, 15.º) Ejército del Aire de la Región Militar del Báltico. Entre 1973 y 1975 trabajó como asistente de la Escuela Superior Militar de Ingeniería Aeronáutica de Riga.
Desde octubre de 1975, el coronel general Shinkarenko pasó a la reserva militar. Vivió unos años en Riga, hasta que se mudó a Moscú. Murió el 23 de abril de 1994 y fue enterrado en el Cementerio militar memorial de Mónino del raión de Shólkovo del óblast de Moscú.

## Libros
Shinkarenko fue autor de los libros Небо родное ("El cielo natal") y Испытаны боем ("Probados en el combate").

## Condecoraciones
Por ukaz del Presidium del Sóviet Supremo de la Unión Soviética del 7 de abril de 1940 fue condecorado como Héroe de la Unión Soviética con la Orden de Lenin y la Estrella de Oro (nº 291).
Le fueron asimismo concedidas tres órdenes de Lenin, tres Órdenes de la Bandera Roja, una Orden de Kutúzov de 2.ª clase, la Orden de la Estrella Roja, medallas y condecoraciones extranjeras. Fue reconocido como Piloto militar distinguido de la Unión Soviética (1966).

## Homenaje
En la escuela de Novonikoláyevka, por su 140.º aniversario en 2007, se colocó una placa conmemorativa con los nombres de sus alumnos Héroes de la Unión Soviética Grigori Zavgorodni y Fiódor Shinkarenko. En 2010, junto a la fosa donde reposan los restos de los caídos por la liberación de la localidad, se instaló una piedra memorial que inmortaliza la memoria de ambos.